# Copèpodes

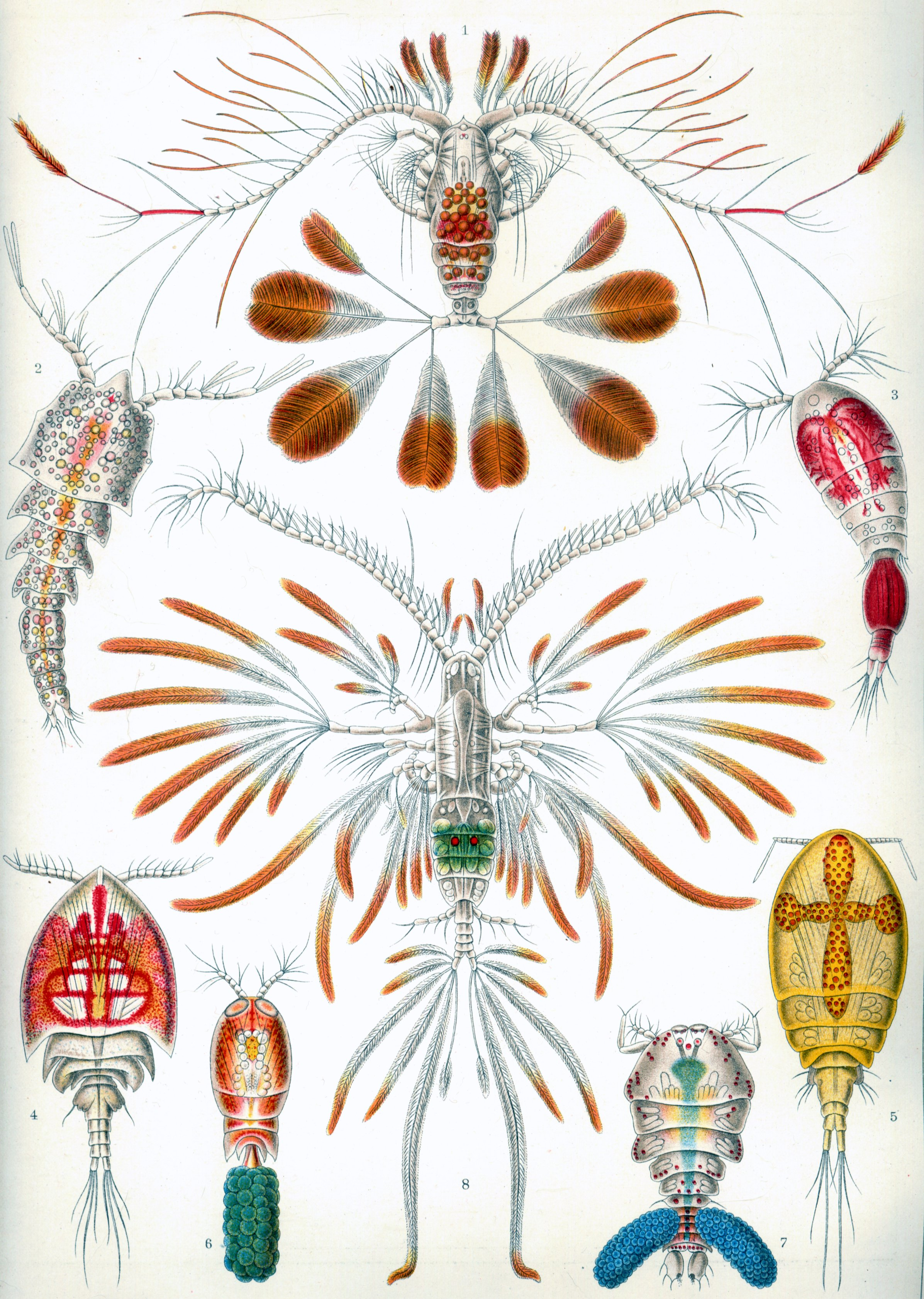
Dibuixos de copèpodes per Ernst Haeckel (Formes d'art de la natura, 1904)

Els copèpodes (Copepoda, gr. 'potes de rem') són una subclasse de crustacis de la classe Maxillopoda, de mida molt petita, generalment microscòpics, que es troben en aigua tant dolça com salada.

## Morfologia
Aquest grup de crustacis no tenen closca, i el seu desenvolupament s'inicia a partir d'una larva naupli. El copèpode d'aigua dolça més estudiat és Cyclops que ofereix un quadre general del grup bastant representatiu. El seu aspecte és el d'un crustaci decàpode, amb una porció anterior amb forma de pera que inclou la regió cefàlica i els dos primers segments del tòrax. A continuació es troben tres segments del tòrax mòbils, i finalment l'abdomen, sense apèndixs i que acaba en una cua en forma de forca, amb filaments plomosos. Tenen un sol ull, que és una evolució dels dos ulls fusionats, i les antenes principals, molt articulades són molt més grans que les secundàries. Posseeixen 4 parells d'apèndixs toràcics que els serveixen per nedar i vestigis d'un cinquè parell que en altres espècies de copèpodes són més evidents. A més de les mandíbules i maxil·les, el primer parell d'apèndixs toràcics ha evolucionat fins a convertir-se en maxil·les secundàries.
Molts copèpodes són de cos transparent; alguns tenen una certa coloració, com és el cas dels Anomalocera. Com fet curiós, es pot notar que algunes espècies que són translúcides arriben a acolorir abundantment l'aigua a causa de la difracció de la llum en passar pels seus cossos. Algunes espècies marines són lluminoses per si mateixes, ja que tenen en el tegument una substància fosforescent.
Els copèpodes són tan abundants en l'aigua de mar, que en qualsevol mostra de plàncton n'apareixen exemplars. Trobem exemplars distribuïts al llarg de totes les latituds, fins i tot a l'Antàrtida.
Moltes de les espècies compten amb apèndixs plomosos que en molts casos poden arribar a superar la mida de l'animal, fins i tot en 4 o 6 vegades la seva llargària. En aigua dolça també els podem trobar per molts llocs, en una distribució tan ampla com la dels Cladòcers.

## Espècies paràsites
La majoria dels copèpodes neden lliurement, però n'hi ha algunes espècies que s'han convertit en paràsites. Moltes d'aquestes últimes conserven un aspecte similar al de les formes lliures mentre d'altres han arribat a l'extrem de perdre les seves característiques de crustaci i fins i tot d'artròpode, observant-se molt més en el cas de les femelles. Per poder classificar aquestes últimes espècies dins dels copèpodes, es parteix de l'estudi de mascles joves, els quals no estan gaire modificats.
Hi ha una gran quantitat d'espècies paràsites, més que en cap altre grup de crustacis. Són molt coneguts els anomenats "polls dels peixos" de la família dels calígids, que es caracteritzen pel cos ample i deprimit que els facilita adherir-se al seu hoste fàcilment. Una particularitat dels calígids, és que en les seves primeres etapes de desenvolupament neden lliurement, i només inicien la seva etapa parasitària quan són adults joves. Romanen paràsits sense facultats natatòries durant un període determinat per etapes de creixement i aparellament i finalment retornen a espècimens lliures, recuperant les seves capacitats natatòries.
Un altre paràsit de costums curiosos és el Lernacea, les larves del qual que neixen en forma de naupli, inicien la seva vida paràsita sobre un peix de la família dels pleuronèctids, com un llenguado; els seus apèndixs es redueixen fins a quedar convertits en mers monyons. Quan arriba l'època d'aparellament, l'animal es desprèn de l'hoste. Després d'acoblar-se els mascles moren, i les femelles busquen un nou hoste, generalment un bacallà o un lluç, es fixen a les brànquies i inicien un procés degeneratiu i arriben a perdre totalment els apèndixs fins a quedar convertides en sacs, sense cap aparença de crustaci.

## Taxonomia
Els copèpodes són un grup molt ampli, amb 14.506 espècies repartides en els següents ordres:
- Ordre Calanoida
- Ordre Canuelloida
- Ordre Cyclopoida
- Ordre Gelyelloida
- Ordre Harpacticoida
- Ordre Misophrioida
- Ordre Monstrilloida
- Ordre Mormonilloida
- Ordre Platycopioida
- Ordre Siphonostomatoida